# Jerónima Sayagués Prieto
Jerónima Sayagués Prieto (La Orbada, Salamanca, España) es una política española perteneciente al Partido Popular.
Jerónima Sayagués es licenciada en Medicina y Cirugía por la Universidad de Salamanca en la especialidad de Ginecología y Obstetricia. Además, tiene un Máster en Gestión de Instituciones Sanitarias por la Universidad Autónoma de Madrid.
En 2011, fue nombrada Consejera de Sanidad y Política Social del Gobierno de Extremadura, cargo del que dimitió poco tiempo después para hacerse cargo de la Subdelegación del Gobierno de España en la provincia de Cáceres.
En 2017, Sayagués fue cesada en el cargo de Subdelegada del Gobierno con la oposición de los miembros de a subdelegación, quienes firmaron un manifiesto en su apoyo. La propia Jerónima acusó directamente a la alcaldesa de Cáceres, Elena Nevado, y al presidente provincial del Partido Popular, Laureano León, de estar detrás de su cese por la gestión opaca de la Fundación Valhondo-Calaff.